# Mel Hopkins
Melvyn „Mel“ Hopkins (* 7. November 1934 in Ystrad; † 18. Oktober 2010 in Worthing) war ein walisischer Fußballspieler. Der Abwehrspieler nahm mit der walisischen Nationalmannschaft an der Weltmeisterschaft 1958 teil.

## Sportlicher Werdegang
Hopkins spielte zunächst in seinem Geburtsort beim Ystrad Boys Club. Der Sohn eines Bergmanns wechselte im Januar 1952 zu Tottenham Hotspur in den englischen Profifußball, wo er direkt debütierte und schnell zum Stammspieler des Klubs wurde. Parallel wurde er zum Nationalspieler, als er im April 1956 im Rahmen der British Home Championship 1955/56 gegen Nordirland erstmals im Nationaltrikot auflief. Hatte die von Jimmy Murphy trainierte Auswahlmannschaft zunächst sportlich die Qualifikation zur Weltmeisterschaftsendrunde 1958 in einer Dreier-Gruppe mit der Tschechoslowakei und der DDR hinter der Tschechoslowakei verpasst, wurden sie nach dem politisch motivierten Verzicht von mehreren asiatischen Mannschaften, gegen Israel anzutreten, als einer der Gruppenzweiten den Israelis als Gegner zugelost. Sowohl in Hin- und Rückspiel kam Hopkins zum Einsatz, als sich die Waliser erstmals für eine WM-Endrunde qualifizierten. Dort erreichte die Auswahlmannschaft das Viertelfinale und schied unglücklich mit einer 0:1-Niederlage gegen den späteren Weltmeister Brasilien aus.
Im November 1959 kam es in einem Länderspiel im Rahmen der British Home Championship 1959/60 gegen Schottland zu einem folgenschweren Luftzweikampf mit dem für den FC Liverpool auflaufenden gegnerischen Stürmer Ian St. John, in dessen Folge Hopkins lange Zeit verletzt ausfiel und von Ron Henry verdrängt wurde. Somit blieb er auch beim Doublegewinn der Spurs 1961 ohne Spieleinsatz und trug allenfalls moralisch zu den Titelgewinnen bei. Im Oktober 1964 wechselte Hopkins schließlich nach insgesamt 219 Ligaspielen in der First Division für den Londoner Klub in die Fourth Division zu Brighton & Hove Albion. Als Stammspieler führte er den Klub zum Drittligaaufstieg, verlor aber dort alsbald seinen Platz in der Startelf. Über den Non-League football bei Canterbury City und den nordirischen Klub Ballymena United kehrte er 1969 nochmals bei Bradford Park Avenue in den englischen Profifußball zurück. 1970 wurde der Bradford AFC jedoch aus der Football League abgewählt und durch Cambridge United ersetzt, daraufhin beendete er seine Karriere in der Southern Football League beim FC Wimbledon.
Später arbeitete Hopkins kurzzeitig bei Derby County, wo sein ehemaliger Mitspieler Dave Mackay als Trainer arbeitete, im Scouting. Später ließ er sich im Sussex nieder. 2003 erhielt er von der Football Association of Wales eine Ehrenmedaille.
Nach langer Krankheit starb er im Oktober 2010 in einem Hospiz. Im folgenden Ligaspiel trugen die Hotspurs ein schwarzes Trauerarmband.